# Caparroso, Centla
Caparroso är en ort i Mexiko.   Den ligger i kommunen Centla och delstaten Tabasco, i den sydöstra delen av landet, 700 km öster om huvudstaden Mexico City. Caparroso ligger 5 meter över havet och antalet invånare är 1 886.
Terrängen runt Caparroso är mycket platt. Runt Caparroso är det ganska tätbefolkat, med 72 invånare per kvadratkilometer. Närmaste större samhälle är Ignacio Allende, 6,0 km nordväst om Caparroso. Trakten runt Caparroso består till största delen av jordbruksmark.